# Weakly interacting massive particles
« WIMP » redirige ici. Pour WIMP en informatique, voir Windows, Icons, Menus and Pointing device.
En astrophysique, les WIMPs (acronyme anglais pour Weakly Interacting Massive Particles, pouvant se traduire par « particules massives interagissant faiblement ») sont des particules hypothétiques constituant une solution au problème de la matière noire.
En dehors des interactions gravitationnelles, ces particules interagissent très faiblement avec la matière ordinaire (nucléons, électrons), leur section efficace d'interaction est de l'ordre du picobarn. C'est cette très faible interaction, associée à une masse importante (de l'ordre de celle d'un noyau atomique), qui en font un candidat sérieux pour la matière noire.

## Théorie

### Introduction
Dans le cadre des modèles cosmologiques actuels, la matière est supposée être présente sous deux formes : d'une part, la matière baryonique (ou ordinaire), (protons, neutrons, électrons) et d'autre part, la matière non-baryonique (ou matière noire), qui n'interagit avec le reste des composants de l'Univers que par la gravitation. C'est cette dernière forme de matière, supposée composer environ 80 % de la masse de l'Univers, dont l'existence reste à prouver. On remarquera que le terme 'baryonique' peut ici prêter à confusion puisqu'il inclut les électrons, qui sont des leptons. 
Les modèles considèrent habituellement deux types de matière noire : d'une part celle dite chaude (ou HDM pour Hot Dark Matter) qui regroupe des particules légères produites en équilibre thermique avec la matière baryonique, et d'autre part celle dite froide (ou CDM pour Cold Dark Matter) regroupant les particules non relativistes au moment du découplage photon-matière. On notera que la vue dominante actuellement est que la matière noire est froide.  Les WIMPs sont un candidat pour cette matière noire froide.
Outre leur propriété de faible interaction avec la matière ordinaire, les WIMPs sont de plus caractérisées par leur stabilité. Ces propriétés induisent pour ces particules une abondance relique[réf. nécessaire] non négligeable. Cette particule sera par la suite notée χ.
Lorsque l'Univers a une température supérieure à la masse du WIMP mχ, la particule est en équilibre thermique, sa densité est proportionnelle au cube de la température, l'équilibre est conservé par des réactions d'annihilations en quarks ou leptons et vice-versa.
Quand la température devient inférieure à mχ, leur abondance chute exponentiellement tant que le taux d'annihilation <σAvnχ>, reste supérieur au taux d'expansion de l'Univers H.
Quand <σAvnχ> devient inférieur à H, l'annihilation cesse, la densité des particules se fige, on parle alors de densité relique.
<σAv> est la moyenne du produit de la section efficace totale d'annihilation de χχ en ll (lepton-antilepton) ou qq (quark-antiquark) par leur vitesse relative. L'évolution dans le temps de la densité de WIMPs est décrite par une équation de Boltzmann.
Cette équation est vérifiée aussi bien pour les particules de Dirac que pour celles de Majorana (cas où χ est sa propre antiparticule). Lorsqu'aucune asymétrie particule-antiparticule n'existe, le nombre total de particules plus antiparticules est 2nχ ; dans le cas d'une asymétrie, c'est elle qui donne la valeur de la densité relique.
L'équation de Boltzmann donne une solution approchée de la densité actuelle d'une WIMP :
Ωχh2 = mχnχ / ρc = 3 10-27 cm3. s-1 / σAv

### Les WIMPS supersymétriques
Le Modèle standard de la physique des particules donne une description de trois des quatre interactions fondamentales de la nature : interaction forte, interaction faible et interaction électromagnétique, les deux dernières étant unifiées en une interaction électrofaible. Il est basé sur l'application de symétries de jauge, le groupe de jauge du modèle étant SU(3)C x SU(2)L x U(1)Y.
Les prédictions du Modèle standard sont très bien vérifiées expérimentalement depuis de longues années, mais des points importants restent sans réponse : d'où vient la masse des particules et peut-on unifier toutes les interactions en une seule théorie unifiée ? C'est pour essayer de répondre à ces questions que fut introduite l'idée de la supersymétrie (également appelée SUSY).
Le principal but de la supersymétrie est de permettre un pas vers la grande unification. Elle introduit de fait une unification entre bosons et fermions, soit entre matière et interaction.
Ceci est permis par l'ajout aux générateurs du groupe de Poincaré (translations et rotations d'espace-temps) de N nouveaux générateurs (N pouvant aller jusqu'à 8). Contrairement aux symétries de jauge, ces générateurs changent le spin des particules de valeurs demi-entières, créant ainsi un supermultiplet regroupant bosons et fermions.

### Le neutralino
La particule la plus légère dans le cadre du MSSM (en) est le plus léger des quatre neutralinos, bien que pour certaines valeurs des paramètres, le sneutrino (super-partenaire du neutrino) puisse être la plus légère des particules, mais ce cas est peu favorisé.
Le neutralino est une combinaison linéaire de plusieurs particules : zino, photino et
higgsinos, partenaires supersymétriques respectivement du Z0, du photon, et des bosons de Higgs neutres.

## Détection expérimentale

### Principe général de la détection
En raison de leur interaction très faible avec la matière, la détection des neutralinos s'avère être difficile. De même que les neutrinos, les neutralinos peuvent traverser la matière constituant le soleil ou la terre sans aucun effet.
On espère ainsi qu'un grand nombre de WIMPs croisant un grand « volume de détection » créerait un certain genre de réactions au moins quelques fois par année. La stratégie générale des expériences de détection des WIMPs est de trouver les systèmes les plus sensibles possibles, permettant d'effectuer des mesures avec de grands volumes. Cette stratégie suit les leçons apprises lors de la découverte et de la détection des neutrinos. 
La technique employée par les collaborations française EDELWEISS (CNRS-CEA) installée dans le laboratoire souterrain de Modane (tunnel routier du Fréjus) et américaine CDMS, installée dans la mine de Soudan (Minnesota), se fonde sur l'utilisation de multiples cristaux refroidis à très basse température (silicium et germanium). Cette technique est actuellement la plus prometteuse pour la mise en évidence du neutralino.

### Expériencesactuelles[Quand?]
- CDMS (Cryogenic Dark Matter Search) : http://cdms.berkeley.edu

- CRESST : http://www.cresst.de/

- EDELWEISS : http://edelweiss.in2p3.fr/

- HDMS[Quoi ?] : « http://www.mpi-hd.mpg.de/non_acc/dm.html »(Archive.org • Wikiwix • Archive.is • Google • Que faire ?)

- PICO : http://www.picoexperiment.com

### Autres expériences pour tenter de détecter des WIMP
- DAMA (en) en Italie[3] ; c'est le successeur du DAMA/LIBRA (en).
- ZEPLIN (en)[4]

### 2009
En novembre 2009, le projet canadien PICASSO annonce la non détection de matière noire et une limite minimale à la masse des WIMP,.

### 2010
En février 2010, des chercheurs américains du CDMS ont annoncé qu'ils avaient observé deux événements qui pourraient être une collision de WIMP.